# Kuraľany
Kuraľany – wieś (obec) na Słowacji położona w kraju nitrzańskim, w powiecie Levice. Pierwsze wzmianki o miejscowości pochodzą z roku 1223. 
Według danych z dnia 31 grudnia 2012, wieś zamieszkiwały 532 osoby, w tym 273 kobiety i 259 mężczyzn.
W 2001 roku rozkład populacji względem narodowości i przynależności etnicznej wyglądał następująco:
- Słowacy – 96,79%
- Czesi – 0,17%
- Węgrzy – 2,71%

Ze względu na wyznawaną religię struktura mieszkańców kształtowała się w 2001 roku następująco:
- Katolicy rzymscy – 97,97%
- Ewangelicy – 0,85%
- Ateiści – 0,51%
- Nie podano – 0,34%